# ジェフ・マニング
ジェフ・マニング（Jeff Manning、1956年4月23日 - ）は、アメリカ合衆国ユタ州出身で、日本を中心に活動している俳優、声優。

## 人物
ブリガムヤング大学（BYU）卒業。1983年に来日し、英語教材をはじめ、ドキュメンタリー、アニメ、ゲームなど様々なメディアで活動している。日本語は流暢に話すことができる。趣味はテニス、ギター、旅行、アンティーク収集など。

## 出演
太字はメインキャラクター。

### テレビ番組
- えいごであそぼ（ベルナール、アルの声）
- 英語ビジネスワールド

### ラジオ
- 基礎英語
- ビジネス英会話
- 英語リスニング入門
- ラジオ英会話
- 遠山顕の英会話楽習

### 英語吹き替え
- 大塚製薬
- COOL JAPAN〜発掘!かっこいいニッポン〜
- デジタル・スタジアム
- 料理の鉄人
- ウルトラギャラクシーファイト 大いなる陰謀（2020年、ウルトラマンタイタスの声、ウルトラマンネオスの声、アンドロメロスの声[1]）

### テレビアニメ
1995年
- あずきちゃん（ビリー）

1999年
- KAIKANフレーズ（ルパート・グレイザー、フレディ・ブラウン）
- 超速スピナー（アレン）

2001年
- 名探偵コナン（エド・マッケイ）

2006年
- ゴーストハント（ディヴィス）

2008年
- リトル・チャロ（ルイ）

2012年
- 坂道のアポロン（男性客）

2014年
- ソードアート・オンラインII（NPCガンマン）

2018年
- Free!-Dive to the Future-（ウィル、アルベルト）

### 劇場アニメ
- 名探偵コナン 紺青の拳（2019年、ジョンハン・チェン）
- Free!-Road to the World-夢 （2019年、アルベルト）
- Free!-the Final Stroke-（2021年、2022年、アルベルト）

### ゲーム
1994年
- バーチャファイター2（リオン・ラファール）

1996年
- アクウギャレット
- クロックタワー2（ノラン・キャンベル）

1997年
- 悪魔城ドラキュラX 月下の夜想曲

1999年
- シェンムー
- ニンテンドウオールスター!大乱闘スマッシュブラザーズ（マスターハンド、ナレーション）

2000年
- 真・三國無双
- チェイス・ザ・エクスプレス
- ブラスターマスター（カイザー・プルトニウム）

2003年
- ロックマンX7

2006年
- 英語が苦手な大人のDSトレーニング えいご漬け

2007年
- ロックマンゼクス アドベント

2008年
- タツノコ VS. CAPCOM

2020年
- ニンジャラ（ナレーション）

### 歌
- はっけん たいけん だいすき! しまじろう 歌のコーナー「Happy Little Penguin」

### CM
- アメリカンファミリー生命保険会社（アフラックダックの声）

### その他
- えいごでペララ♪（1999年、マクドナルド　役）
- えいごではなそう ペッピーキッズ